# Glyptotendipes salinus
Glyptotendipes salinus är en tvåvingeart som beskrevs av Michailova 1987. Glyptotendipes salinus ingår i släktet Glyptotendipes och familjen fjädermyggor.
Artens utbredningsområde är Bulgarien. Inga underarter finns listade i Catalogue of Life.